# Sächsisch-Bayerische Eisenbahn-Compagnie

Streckennetz der Sächsisch-Bayerischen Eisenbahn-Compagnie

Die Sächsisch-Bayerische Eisenbahn-Compagnie war eine Eisenbahngesellschaft in Sachsen. Sie wurde im Jahr 1841 gegründet, um die Ferneisenbahnstrecke Leipzig–Hof mit einem Abzweig nach Zwickau zu bauen und zu betreiben. Die Gesellschaft wurde 1847 noch vor der Fertigstellung ihrer Strecken wegen finanzieller Probleme verstaatlicht.

## Geschichte

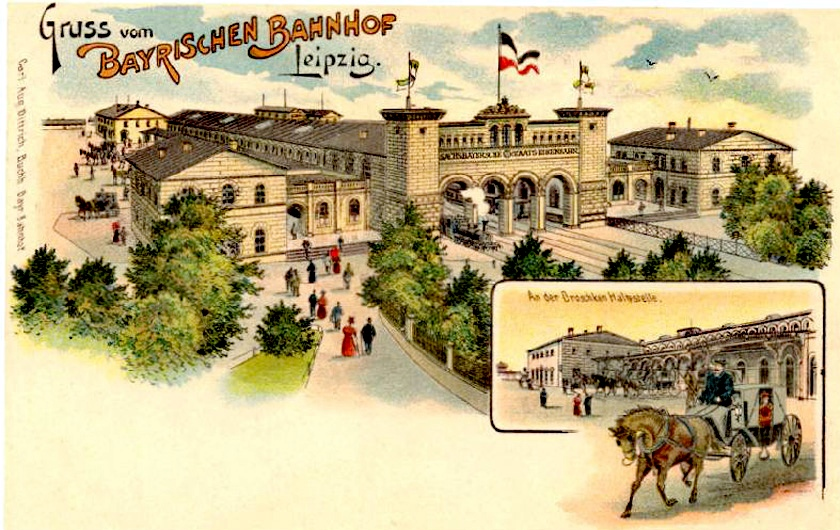
Historische Ansicht des Bayerischen Bahnhofs in Leipzig

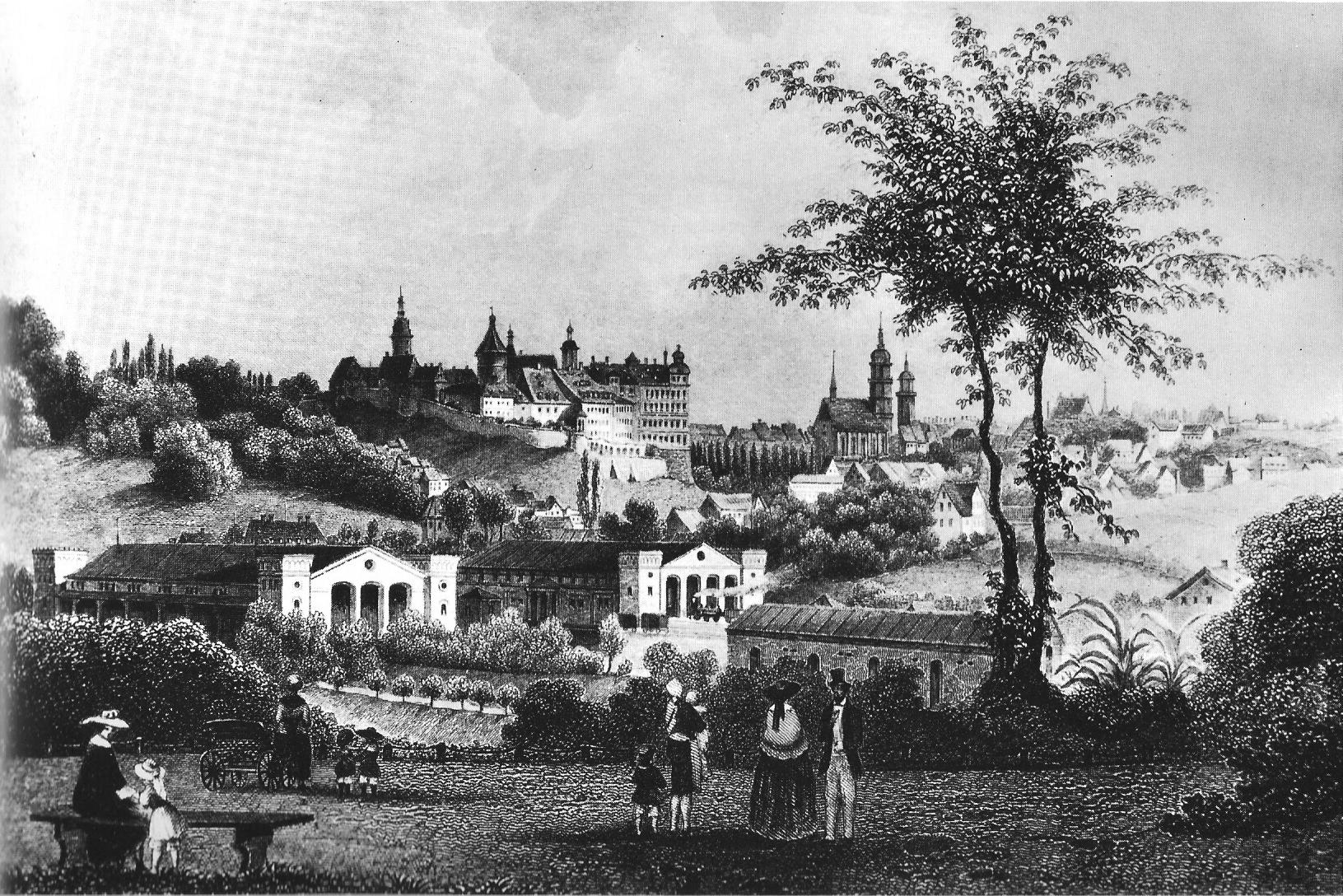
Altenburger Bahnhof um 1860

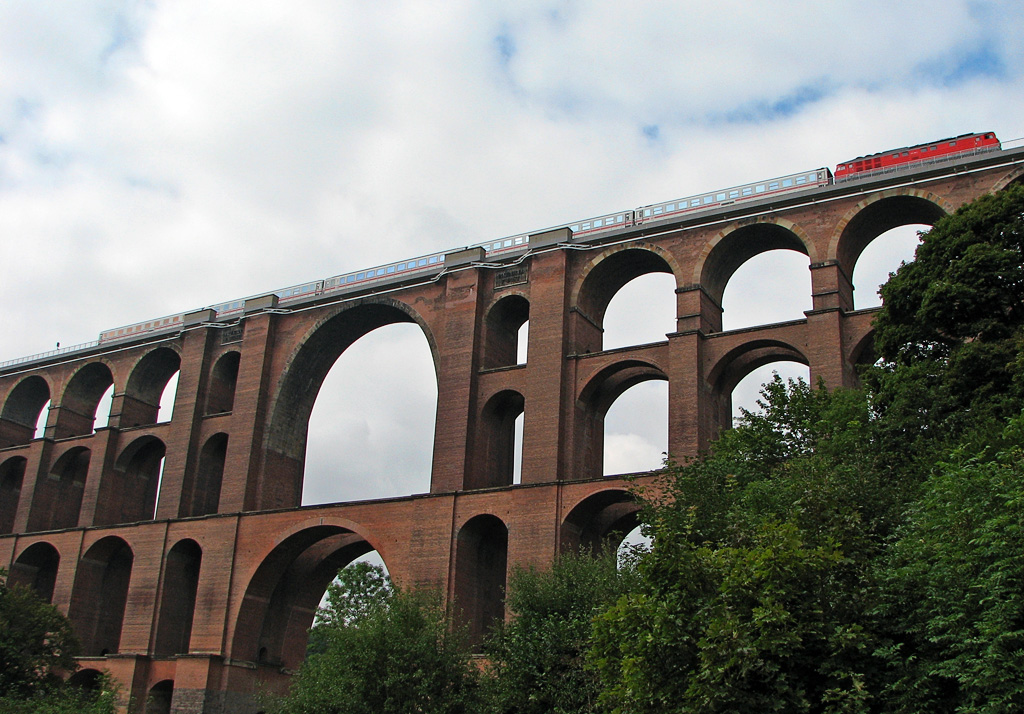
Göltzschtalbrücke 2005

Nach dem Vorbild der erfolgreichen Leipzig-Dresdner Eisenbahn-Compagnie gründete sich am 12. Juni 1841 in Leipzig die Sächsisch-Baiersche Eisenbahn-Compagnie, die als private Gesellschaft den Bau der Strecke plante und finanzierte. Wie auch schon bei der Bahnstrecke Magdeburg–Leipzig handelte es sich hier um eine länderübergreifende Strecke, die neben dem Königreich Sachsen auch das Herzogtum Sachsen-Altenburg und das Königreich Bayern berührte.
Die Inbetriebnahme als private Eisenbahnstrecke erfolgte in mehreren Abschnitten:
- 19. September 1842 Leipzig–Altenburg (39,2 km)
- 15. März 1844 Altenburg–Crimmitschau (28,6 km). Zunächst wurde der Bahnhof Altenburg zum Kopfbahnhof, die Strecke führte nach Norden und dann im Rechtsbogen wieder in das Pleißetal.
- 18. September 1845 Crimmitschau–Werdau (21,9 km)
- 31. Mai 1846 Werdau–Reichenbach/Vogtland (17,3 km)

Außerdem wurde am 18. September 1845 ein Abzweig von Werdau nach Zwickau in Betrieb genommen.
Für das letzte Teilstück zwischen Reichenbach und Hof waren mehrere verkehrstechnische Probleme zu lösen, die die private Eisenbahngesellschaft nicht finanzieren konnte. Problematisch war vor allem die Überquerung der beiden tiefen Taleinschnitte der Göltzsch und der Weißen Elster. Mit dem Bau von zwei großen Ziegelsteinbrücken, der Göltzschtalbrücke und der Elstertalbrücke, musste damals technisches Neuland beschritten werden. Die beiden Brücken wurden doppelt so teuer wie ursprünglich geplant. Zudem kamen noch Entschädigungsansprüche von Hermann Lattermann für durch den Eisenbahnbau entzogene Grubenfeldteile.  Eine notwendige Kapitalerhöhung der Bahngesellschaft im Juli 1846 zum Weiterbau der Strecke ab Reichenbach und zur weiteren Finanzierung der großen Brücken im Vogtland kam nicht zustande, nur rund 10 % der veranschlagten Summe wurde an Aktien gezeichnet.
Am 21. September 1846 musste die Sächsisch-Baiersche Eisenbahn-Compagnie eingestehen, dass sie die Bauarbeiten nicht mehr finanzieren konnte und bat das Königreich Sachsen um Hilfe. Nach langen, zähen Verhandlungen aller am Bau beteiligten Länder übernahm am 1. April 1847 das Königreich Sachsen die Eisenbahngesellschaft und betrieb sie fortan als Sächsisch-Bayerische Staatseisenbahn. Nun konnten auch die letzten Abschnitte der Strecke realisiert werden. Am 15. Juli 1851 ging sie vollständig in Betrieb.

## Lokomotiven
Bis zu ihrer Unterstellung unter die Königliche Direktion der westlichen Staatseisenbahnen im Jahre 1858 beschaffte die Sächsisch-Bayerische Eisenbahn insgesamt 59 Dampflokomotiven, ausnahmslos der Bauart 1B, die im vereinheitlichten Gattungsschema der Königlich Sächsischen Staatseisenbahn von 1871 den Gattungen I, II (ab 1886: IIa) und III (ab 1886: II) zugeordnet wurden.
| Namen                 | Hersteller       | Anzahl | Baujahr(e) | Bauart | Bahnnrn. (1847–92)    | Gattung KSächsStsEB (1869–71) | Gattung KSächsStsEB (ab 1871)   | Bemerkungen |
| --------------------- | ---------------- | ------ | ---------- | ------ | --------------------- | ----------------------------- | ------------------------------- | --- |
| SAXONIA bis TIGER     | Stephenson (GBR) | 10     | 1842–43    | 1B n2  | 1–10                  |                               |                                 | Nr. 1–3 1853/54 in 1A1 umgebaut und an Sächsisch-Böhmische Staatseisenbahn verkauft; Nr. 7 und 9 1860/61 in 1A1 umgebaut und an Magdeburg-Halberstädter Eisenbahn verkauft; Nr. 8 1860 an Cöthen-Bernburger Eisenbahn verkauft; übrige bis 1864 ausgemustert |
| ELEPHANT und LEOPARD  | Stephenson (GBR) | 2      | 1844       | 1B n2  | 11–12                 |                               |                                 | 1856 in Tenderlokomotiven umgebaut, 1862 an Zweigeisenbahngesellschaft zu Großenhain verkauft, mit dieser 1869 von der LDE übernommen, 1876 als 635–636 an Sächsische Staatsbahn                                                                             |
| CAMEL und DROMEDAR    | Borsig           | 2      | 1847       | 1B n2  | 13–14                 | B I                           |                                 | Ursprünglich für Berlin-Stettiner Eisenbahn bestimmt, 1855 in Tenderlokomotiven umgebaut, 1868 verkauft |
| GLÜCK AUF             | Hartmann         | 1      | 1848       | 1B n2  | 15                    |                               |                                 | 1855 in Tenderlokomotive umgebaut, 1863 als Baulokomotive an MFFE verkauft |
| GREIF bis SCHAKALL    | Keßler           | 2      | 1848       | 1B n2  | 16–17                 | K I                           |                                 | 1863 in Tenderlokomotiven umgebaut, bis 1868 ausgemustert |
| STRAUSS bis PANTHER   | Borsig           | 4      | 1848       | 1B n2  | 18–21                 | B II                          | B I                             | bis 1883 ausgemustert |
| ROSS bis RHINOCEROS   | Hartmann         | 4      | 1848–50    | 1B n2  | 22–25                 | H I                           | H I ab 1876: H I T              | 1857/62 in Tenderlokomotiven umgebaut, Nr. 22 1864 an Bockwaer Eisenbahngesellschaft verkauft, übrige bis 1883 ausgemustert |
| LUCHS bis WOLF        | Hartmann         | 9      | 1851       | 1B n2  | 26–34                 | H II                          | H II ab 1876: H II T            | 1862/69 in Tenderlokomotiven umgebaut, bis 1891 ausgemustert |
| PHÖNIX bis SALAMANDER | Wöhlert          | 3      | 1852       | 1B n2  | 35–37                 | W I                           | W III ab 1886: W II ab 1896: II | bis 1896 ausgemustert |
| DELPHIN bis GAZELLE   | Borsig           | 3      | 1852       | 1B n2  | 38–40                 | B III                         | B II ab 1886: B IIa             | bis 1886 ausgemustert |
| SAXONIA bis WERDAU    | Hartmann         | 10     | 1854–55    | 1B n2  | 1II–4II, 41–43, 47–49 | H III (?)                     | H III ab 1886: H II ab 1896: II | bis 1900 ausgemustert |
| LEIPZIG bis HOF       | Borsig           | 3      | 1855       | 1B n2  | 44–46                 | B IV                          | B III ab 1886: B II             | bis 1891 ausgemustert |
| PLAUEN bis TIGER      | Hartmann         | 6      | 1856–57    | 1B n2  | 50–52, 5II–6II, 10II  | H III (?)                     | H III ab 1886: H II ab 1896: II | bis 1904 ausgemustert |